# Политическо движение „Социалдемократи“
Политическо движение „Социалдемократи“ е политическа партия, регистрирана на 19 юли 2000 година.  Председател на партията е Елена Нонева.

## Участия в избори

### Парламентарни избори през 2005
На парламентарните избори през 2005 година ПД „Социалдемократи“ участва като част от „Коалиция за България“ и има един избран депутат — Николай Камов. 

### Местни избори през 2007
На местните избори през 2007 година от ПД „Социалдемократи“ са избрани 87 общински съветника и 57 кмета самостоятелно и в коалиции с други партии. 